# Rob Druppers
Rob Druppers, född den 29 april 1962 i Utrecht, är en nederländsk före detta friidrottare som tävlade i medeldistanslöpning.
Druppers främsta merit är silvret på 800 meter från det första världsmästerskapet 1983 i Helsingfors. Han var i final inomhus-VM 1987 på samma distans där han slutade på åttonde plats. 

## Personliga rekord
- 800 meter - 1.43,56 från 1985
- 1 500 meter - 3.35,07 från 1985